# 한국 공상 과학 소설

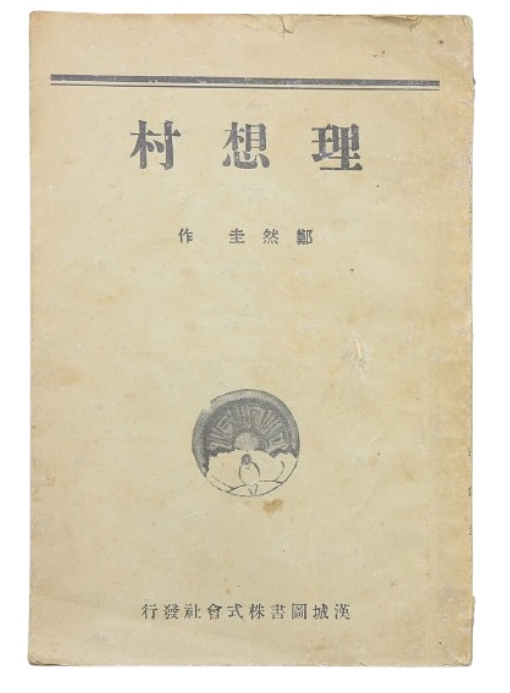
정연규의 1923년판 이상 촌 표지, 아마도 한국 최초의 SF 작품

한국 공상과학은 분단 전 한국과 그 이후 남북한에서 제작되고 수용된 공상과학(SF) 문학, 영화, 텔레비전, 만화 및 기타 미디어를 말한다. 한국에서 최초의 공상과학 작품은 1920년대에 만들어졌다. 다른 많은 지역과 마찬가지로, 공상과학은 한국에서도 오랫동안 주변부에 머무르며 비평가와 학자들로부터 무시받았고, 청소년 문학이나 과학 장려의 수단으로 여겨졌다. 그러나 1980년대 이후 남한에서는 공상과학이 중요한 문화 표현 방식으로 발전하였고, 현재는 기술, 민주주의와의 변화하는 관계를 반영하고 사회 문제에 대한 우려를 표현하는 대중문화의 중요한 일부를 형성하고 있다. 북한에서도 공상과학 장르가 존재하지만 훨씬 더 제약을 받고 있으며, 그럼에도 불구하고 북한의 공상과학은 그 나라에서 가장 혁신적인 문학 장르 중 하나로 평가받고 있다.

## 초기 역사와 일본 식민지 시대
20세기 초, 한국에는 계몽운동의 흐름 속에서 공상과학(SF) 장르가 소개되었다. 한국에서 최초로 출판된 공상과학 작품은 쥘 베른의 『해저 2만리』로, 1907년부터 1908년까지 잡지 『대한학보』에 연재되었다. 일부 자료에 따르면, 한국 최초의 창작 공상과학 작품은 김동인의 1929년 단편소설 「K박사의 연구」(영어 제목으로는 "The Study of Dr. K"로도 번역됨)로 알려져 있다. 한편, 정영유의 1921년 장편소설 『이상촌』을 최초의 한국 공상과학 소설로 보는 견해도 있다. 이 작품은 전기자동차와 같은 발명품들에 대한 논의를 포함하고 있었다. 그러나 일제강점기(1910–1945) 동안에는 과학교육의 제한과 일본이 주도한 기술과학적 근대성에 대한 한국 사회의 양가적 태도 혹은 노골적인 저항 때문에 SF 장르는 본격적으로 발전하지 못했다.
1945년 한국의 독립과 1948년 남북 분단 이후, 공상과학은 남한과 북한 양국에서 대중문화의 일부가 되었다.

## 북한에서
북한에서는 1950년대를 거치며 공상과학 장르가 꾸준히 발전했다. 초기에는 공상과학이 과학과 교육의 진흥과 연관되어 있었고, 이는 경제 발전에 필수적인 요소로 여겨졌기 때문에 전 세계 공산당의 지지를 받았다. 또한 공상과학은 공산주의 선전과도 긴밀히 연결되어 있었는데, 공산주의의 과학 접근법은 이타적이고 국제적인 성격을 띤 반면, 자본주의는 개인의 이익을 중시한다는 대조적인 이미지가 자주 강조되었다. 북한에서 최초로 등장한 공상과학 소설은 1950년 잡지 『과학의 세계』에 실린 러시아 SF 작가 블라디미르 오브루체프(Vladimir Obruchev)의 「행성 비행」 번역 작품이었다. 이후 한국전쟁이 끝난 뒤 몇 년이 지나 북한에서 자체적으로 창작된 공상과학 작품들이 등장하기 시작했다. 초기 북한 SF 작가로는 석윤기, 배풍, 홍성원이 있으며, 특히 홍성원의 『마지막 생명선』(1965)은 대표적인 초기 작품으로 꼽힌다.
북한의 공상과학 발전은 1960년대 후반부터 점차 제약을 받기 시작했다. 이는 공상과학 장르가 김일성 개인숭배와 주체사상과 잘 부합하지 않았기 때문이다. 당시부터 주체사상이 북한의 정치 및 문화 전반을 지배하게 되면서, 문학은 점차 항일 유격전과 개척자들의 이야기 등 김일성과 밀접하게 연관된 서사에 집중하게 되었다. 이러한 변화로 인해 공상과학은 이데올로기적 우선순위에서 밀려나게 되었고, 장르의 자유로운 발전은 크게 위축되었다. 그러나 공상과학은 북한 문학계에서 완전히 사라지지는 않았다. 잠시 중단된 후, 1970년대 중반부터 북한의 잡지와 출판사들은 다시 공상과학 소설을 출간하기 시작했다. 이 시기의 작품들은 공통적으로 ‘주체과학’의 발전으로 인한 로봇 개발 등 과학기술의 진보를 찬양하는 내용을 담고 있었다. 실질적으로 이 시기의 공상과학은 과학의 가능성을 탐구하기보다는, 당의 노선을 철저히 따를 때 밝은 미래가 도래한다는 메시지를 전하는 수단으로 기능했다. 다시 말해, 이러한 이야기들은 과학 자체보다는 당의 지도에 대한 충성과 이념 교육을 강조하는 선전 도구로 활용되었다.

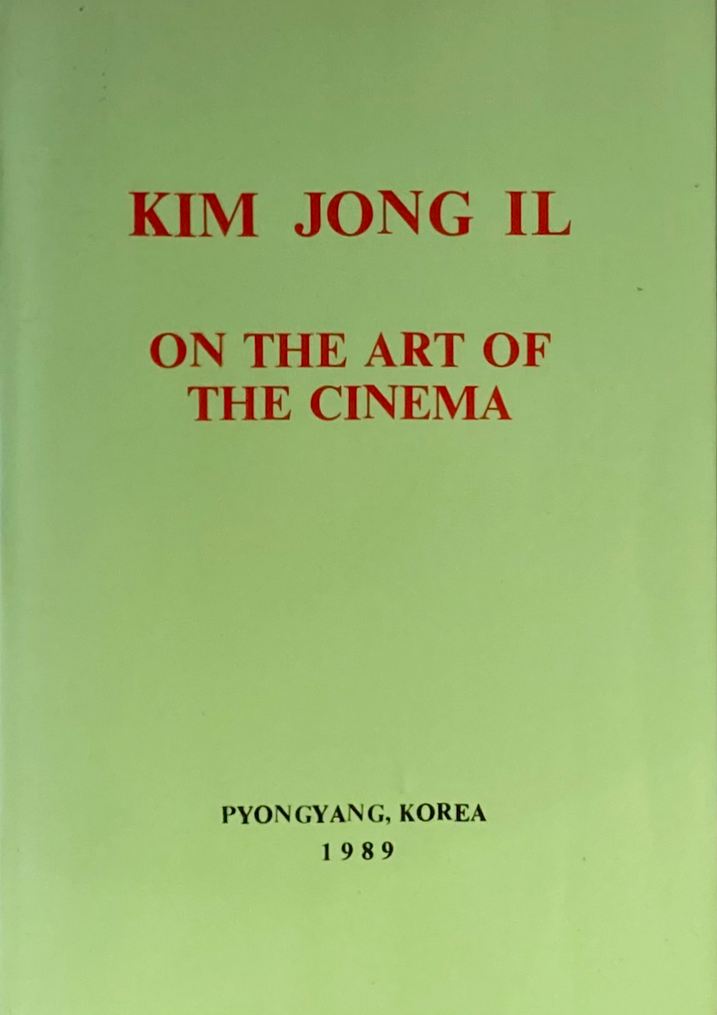
김정일의 영화 제작에 관한 논문인 영화 예술론 영문판 표지

북한의 제2대 최고지도자 김정일은 영화 애호가로 잘 알려져 있다. 그는 1973년 『영화예술론』이라는 저술을 발표했으며, 이 책에서는 영화를 예술 형식이자 선전 도구로 활용해야 한다는 자신의 견해를 상세히 설명하고 있다. 1978년, 북한 정부는 남한의 영화감독 신상옥과 그의 전 아내이자 배우인 최은희를 납치했다. 북한에 있는 동안, 신상옥과 최은희는 총 일곱 편의 영화를 만들도록 강요받았으며, 그중 가장 유명한 작품은 일본의 특촬 영화, 특히 고지라 시리즈의 영향을 많이 받은 공상과학 괴수 영화 『불가사리』이다. 두 사람은 1986년에 탈출했다. 그들이 북한에서 제작한 영화들은 한국 영화사에서 중요한 이정표로 여겨지며, 『불가사리』는 이후 남한 극장에서 상영된 최초의 북한 영화가 되었다.
1988년에는 황정상의 중편소설 『푸른 벼 이삭』이 출간되었는데, 이 작품은 암을 치료하는 식물을 개발하는 과학자들의 이야기를 다룬다. 일부 기록에 따르면, 이 소설은 김정일의 긍정적인 평가를 받았으며, 그는 이 작품을 자신이 앞으로 보고 싶어 하는 작품의 모범으로 언급했다고 한다. 이후 몇 년간 북한에서는 국제 공상과학 작품들의 번역본도 다수 출간되었는데, 대부분은 소련권 고전 작품에 국한되었다. 1993년에는 황정상이 비평서 『공상과학문학의 창작』을 발표했으며, 이 책에는 김정일이 공상과학을 칭찬한 여러 인용구가 포함되어 있다. 2000년에는 북한의 대표 문학 잡지인 『조선문학』에서 공상과학 소설을 연재하기 시작했고, 이전까지 주로 청소년 문학 출판사에서 발행되던 공상과학 도서들이 북한의 주류 출판사에서도 출간되기 시작했다. 북한의 3대 지도자 김정은 역시 과학교육을 지지하는 인물로 평가되며, 2011년 그의 집권 이후에도 북한 공상과학의 상황에는 큰 변화가 없는 것으로 보인다.
북한의 공상과학은 북한 문학의 맥락에서 혁신적이라는 평가를 받아왔으며, 국제 대중문화에 영향을 받은 작품들이 많다. 그럼에도 불구하고 북한의 공상과학 작품들은 여전히 매우 교훈적이고 민족주의적인 경향을 보인다. 당의 노선을 충실히 따르며, 평화를 사랑하는 북한의 힘과 우월성을 묘사하고, 국가 지도부에 대한 지지와 위선적인 서방 및 자본주의 국가들에 대한 경멸을 표현하는 내용이 주를 이룬다. 그러나 북한 공상과학 작품에서는 대체로 최고지도자의 모습이 등장하지 않는다. 이에 대해 한국 문학 연구자 김민선은 “절대 잘못이 있을 수 없는 이 존재의 미래를 상상하고 투영하는 것은 거의 불가능에 가깝다”고 설명한 바 있다.
현대 북한의 주요 공상과학 작가로는 리금철이 있다. 그의 대표작으로는 『유전지대의 검은 안개』(2000년)와 『강계 정신』(2002년)이 있으며, 그는 북한에서 가장 다작하는 공상과학 작가 중 한 명으로 평가받는다. 리금철은 냉전 대립, 첩보소설적 요소, 혁신적인 군사기술을 혼합한 독특한 스펙터클 SF 스타일을 발전시켰다. 그의 작품에서는 흔히 미국 제국주의자들이 악역으로 등장하며, 북한의 첨단 기술에 의해 패배하는 내용이 다뤄진다. 그 밖에도 박종렬과 이철만 등이 북한의 공상과학 작가로 알려져 있다. 2010년대 중반까지 북한 작가들이 발표한 공상과학 작품은 약 100여 편에 달하며, 이 중 리금철의 작품이 약 20편 정도로 추산된다.

## 한국에서

### 권위주의 하에서
남한에서는 1960년대에 미국 대중문화와, 보다 논란이 되었던 일본 대중문화에 대한 보다 자유로운 태도 덕분에 공상과학 장르가 발전할 수 있었다. 그 시대의 한국 SF 작가로는 한낙원과 문윤성이 있다. 후자인 문윤성의 『완전한 사회』(1967년)는 남한 최초의 SF 소설로 평가받고 있다. 1960년대에는 『불가사리』(1962), 『우주괴인 왕마귀』(1967), 『대괴수 용가리』(1967) 등 괴수 영화 장르에 속하는 남한 최초의 공상과학 영화들이 제작되었다. 하지만 1970~80년대 권위주의적 개발독재 시기에는 공상과학 장르의 발전이 더뎠다. 아이러니하게도 당시 남한 정부가 청소년들의 과학기술 참여를 장려하는 차원에서 장르를 적당히 지원했음에도, 이는 일본 식민지 시대를 연상시키며 당시 한국의 권위주의 군사독재 정권과 연관되기를 원치 않았던 많은 예술가들을 소외시키는 결과를 낳았다. 공상과학은 또한 청소년 독자를 대상으로 한 교훈적인 문학이라는 고정관념이나, 난해한 과학 이론을 다루거나 황당한 아이디어를 담은 작품으로 여겨지는 편견 때문에 고통받았다.
하지만 1970년대 남한의 정치적 역동성은 ‘프로테스트 SF’(또는 민중 SF)라 불리는 운동의 등장을 이끌었다. 이 하위 장르는 민주화 운동과 연대하는 작가들이 쓴 작품들로, 당시 정부의 검열을 우회하면서도 국가 주도의 군사 산업화에 대한 사회 비판을 담기 위해 공상과학을 활용했다. 이는 당시 지배적이었던 리얼리즘 미학에 대한 대안으로 자리 잡았다. 주요 작품으로는 조세희의 슬립스트림 소설 『난장이가 쏘아올린 작은 공』(1978)과 복거일의 대체역사소설 『비명을 찾아서』(1987)이 있다. 이들 작품은 공상과학적 요소를 활용해 국가 주도의 산업화, 계급투쟁, 국가의 억압을 비판적으로 다루었다.

### 민주화와 디지털 시대
남한의 공상과학은 6월 민주항쟁과 정보화 시대의 도래 이후 부흥을 맞았다. 특히 남한이 디지털 기술을 빠르게 수용하면서, 이 시기부터 공상과학은 문학, 영화, 텔레비전, 만화, 웹툰 등 다양한 매체 전반에서 활발히 발전하게 되었다. 이 시기 한국에서는 SF 팬덤과 웹진(예: 미러진) 등 SF 팬덤이 등장하였다.
1997년 아시아 금융 위기 이후, 자본주의 사회에 대한 불안정 계층의 광범위한 사회적 환멸을 반영한 디스토피아적이고 부조리한 공상과학 작품들이 유행했으며, 현실적인 대안이 없다는 결론이 함께 담겼다. 이 시기 작품들은 종종 날카로운 유머와 디스토피아적 배경을 담아, 점점 더 세계화되고 신자유주의화되는 경제 속에서의 소외감을 부각시켰다. 박민규의 『세계슈퍼영웅전설』(2003)은 이 흐름을 대표하는 작품으로, 바나나맨이라는 캐릭터를 통해 세계 문화 헤게모니를 풍자한다.
1990년대 이후, 페미니스트 및 퀴어 공상과학은 남한 SF계에서 활발한 부분을 차지하며 전통적인 여성혐오적이고 이성애 규범적인, 그리고 순응적인 남한 사회에 도전해왔다. 어슐러 K. 르귄(Ursula K. Le Guin), 조애나 러스(Joanna Russ)와 같은 서구 페미니스트 작가들의 영향을 받은 한국 작가들은 이 장르를 통해 젠더, 섹슈얼리티, 신체 규범을 탐구해왔다. 예를 들어 필명 ‘듀나(Djuna)’의 작품들은 젠더 이분법과 사회적 규범에 도전한다. 그 외에도 장애인, 신체 변형, 대안적 유토피아를 탐구하는 이야기를 쓴 작가들도 있다.

### 현대적 발전
21세기 2번째 10년대에는 남한에서 공상과학 작품 출판을 전문으로 하는 출판사들이 등장했다. 또한 한국과학소설작가연대와 한국SF협회가 각각 2017년과 2018년에 설립되었다. 오늘의 SF(SF Today 또는 Today's SF)는 2019년에 창간된 최초의 한국 SF 잡지이다.
오늘날 남한의 공상과학은 첨단 기술 문화와 기술 변화에 대한 상상력 있는 표현에 대한 수요 증가에 힘입어 절정의 인기를 누리고 있다. 이는 문학, 대규모 제작 영화, 웹툰, 텔레비전 시리즈 등 다양한 분야에 걸쳐 나타나고 있다.

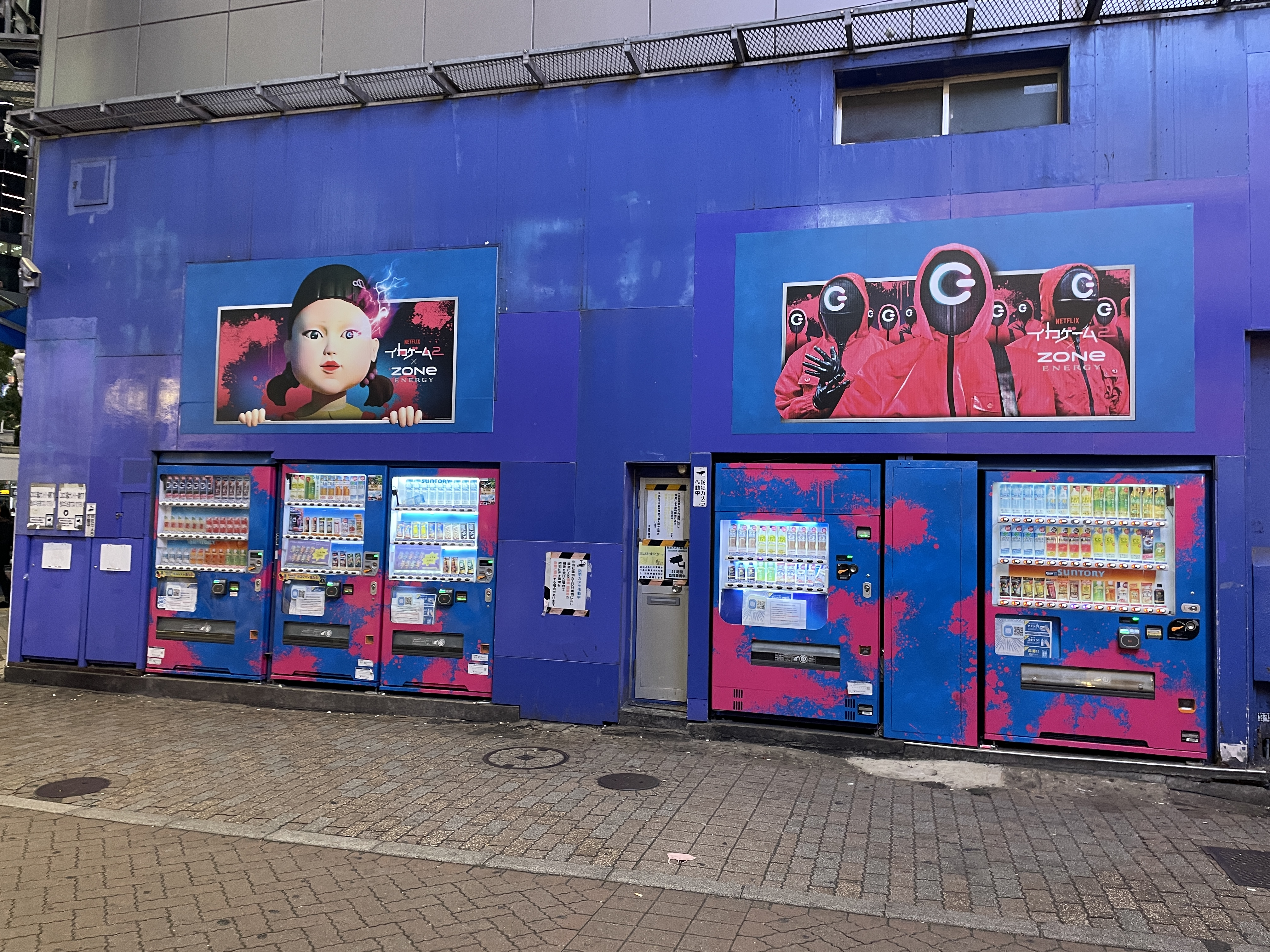
일본 오징어 게임 광고

한국의 공상과학 텔레비전 시리즈로는 『보건교사 안은영 』과 『SF8』(2020) 등이 있다. 『오징어 게임』은 때때로 공상과학으로 분류되는 남한의 디스토피아 서바이벌 드라마로, 2021년에 전 세계적으로 비평가들의 찬사를 받으며 데뷔했다. 이 시리즈의 첫 시즌은 한국 드라마 최초로 넷플릭스 주간 전 세계 TV 쇼 시청 순위 10위권 1위를 기록했다. 미국과 영국을 포함해 총 94개국에서 1위를 차지했다.『오징어 게임』은 남한 사회와 전 세계 사회 모두에서 계급 갈등과 자본주의를 강하게 조명한다. CNN에 따르면, 이 드라마가 미국에서 인기를 끈 이유는 낮은 임금, 감당할 수 없는 의료비, 그리고 감당하기 어려운 빚 등 많은 미국인들의 경제적 고충을 반영하기 때문이다.
한국의 공상과학 영화는 현대 한국 공상과학의 중요한 부분을 차지하고 있다. 봉준호, 김문생, 장준환, 신수원, 민병천 등의 감독들이 『내추럴 시티』(2003), 『원더풀데이즈』(2003), 『지구를 지켜라!』(2003), 『괴물』(2006), 『설국열차』(2013), 『유리정원』(2017), 『옥자』(2017) 등 작품을 통해 계급 분열과 환경 문제를 비판하는 SF 요소를 적극적으로 활용하며 큰 기여를 했다. 기타 주목할 만한 현대 한국 SF 영화로는 조성희 감독의 우주 오페라 『승리호』(2021)가 있다. 이 작품은 "한국 최초의 우주 배경 SF 영화"로 평가받지만, 1967년 괴수 영화 『대괴수 용가리』의 짧은 오프닝 장면이 이미 우주를 배경으로 하고 있었다. ). 2023년, 연상호 감독의 한국 공상과학 영화 『정이』가 넷플릭스 비영어권 콘텐츠 인기 차트에서 1위를 차지했다.
주요 현대 한국 SF 작가들과 그들의 작품으로는 배명훈(『스마트 D』, 2006), 장강명, 정세랑, 김보영(『종의 기원』, 2021 ), 김창규(『뇌수』, 2015), 김초엽(『이방인들』, 2019), 정소연(『코스믹 고』, 2009), 박성환(『레디메이드 보살』, 2004), 이청산(『고객들』, 2017) 등이 있다.
2019년, 카야 프레스(Kaya Press)는 한국 단편 SF 소설들을 모은 앤솔러지 『레디메이드 보살』을 출간했으며, 이는 “한국의 공상과학 및 스펙 픽션을 영어로 번역한 첫 책 분량의 선집”으로 소개되었다.

## 테마
한국 공상과학(SF)의 뚜렷한 특징 중 하나는, 서구 중심적 시각과는 달리 고유한 한국적 정서와 경험을 바탕으로 한다는 점이다. 한국 공상과학 소설은 종종 국가 정체성, 계급 투쟁, 국가의 억압과 같은 문제들을 다루며, 식민지화, 권위주의, 급속한 근대화라는 한국의 역사적 경험을 반영한다. 또한 젠더, 섹슈얼리티, 장애, 환경 문제 등을 탐구하며, 사회 평론과 민주적 담론의 수단으로 자주 활용된다. 현대의 여러 작품들은 저항 SF의 정신을 계승하여 현대 세계 질서와 사회를 비판하며, 반서구적 또는 반미적 정서를 담고 있기도 하다. 21세기에는 연상호 감독의 『부산행』(2016)과 그 스핀오프 작품들, 그리고 2019년 방영된 TV 시리즈 『킹덤』 등 여러 한국 작품에서 좀비 테마가 등장했다.

## 참조
- 한국 영화
- 한국 공포

## 참고문헌
1. 1 2 3 4 5  김, 재희 (2021년 10월 1일). “Experience a New World with Korean Science Fiction Literature!”. 《THE SUNGKYUN TIMES》. 2024년 7월 30일에 원본 문서에서 보존된 문서. 2025년 6월 7일에 확인함.
2. 1 2 3 4 5 6 7 8 9 10 11 12 13 14 15 16 17 18 19  Park, Sunyoung (2024). 〈South Korean science fiction〉.   Bould, Mark; Butler; Vint. 《The new Routledge companion to science fiction》. Routledge literature companions Seco판. London New York: Routledge, Taylor & Francis Group. doi:10.4324/9781003140269. ISBN 978-1-003-14026-9.
3. 1 2 3 4 5 6 7 8 9 10 11  Lee, Ji-Yong (2021년 3월 8일). “K-Book Trends - Introducing Korean Sci-Fi!”. 《K-Book》. 2025년 6월 7일에 확인함.
4. ↑  Piao, Yuming (2020). “The Dystopian Discourse of ?Success but a Failure? Between Science and Ethics in the Korean Science Story ?Dr. K's Research?”. 《Comparative Literature Studies》 57 (4): 715–727. doi:10.5325/complitstudies.57.4.0715. ISSN 0010-4132. JSTOR 10.5325/complitstudies.57.4.0715.
5. ↑  엄학준; 모희준 (June 2021). “일제강점기 과학소설과 희곡에 나타나는 노동문제 양상 - 재일작가 정연규의 소설 『이상촌』과 박영희의 번안 희곡 『인조노동자』를 중심으로 -” [Aspects of Labor Issues in Science Fiction Novels and Plays from the Japanese Colonial Period - Focusing on the Novel 『Ideal Village』 by the Zainichi Writer Jeong Yeon-gyu and the Adapted Play 『Artificial Laborer』 by Park Yeong-hee -]. 《한국문학과 예술》 38: 99–129. doi:10.21208/kla.2021.06.38.99. ISSN 1976-8400.
6. ↑  Mo, Heejune (2019년 3월 31일). “정연규(鄭然圭)의 과학소설 『이상촌』(1921) 연구” [A Study on Jeong Yeongyu’s (鄭然圭) Work of Science Fiction, Ideal Village (1921)]. 《The Journal of Language & Literature》 (영어) 77: 255–276. doi:10.15565/jll.2019.03.77.255. ISSN 1229-6406.
7. ↑  클리앙. “1921년 조선의 한 소설가가 예언한 전기차 : 클리앙” [Electric cars predicted by a Korean novelist in 1921]. 《www.clien.net》. 2025년 6월 11일에 확인함.
8. ↑  《Colonial Modernity in Korea》 184 1판. Harvard University Asia Center. 1999. doi:10.2307/j.ctt1tg5k35. ISBN 978-0-674-14255-8. JSTOR j.ctt1tg5k35.
9. 1 2 3 4 5 6 7  Berthelier, Benoît (2018). “Encountering the Alien: Alterity and Innovation in North Korean Science Fiction since 1945”. 《The Journal of Korean Studies》 23 (2): 369–396. doi:10.1215/21581665-6973369. ISSN 0731-1613. JSTOR 48567912.
10. ↑  Zur, Dafna (2014). “Let's Go to the Moon: Science Fiction in the North Korean Children's Magazine "Adong Munhak", 1956-1965”. 《The Journal of Asian Studies》 73 (2): 327–351. doi:10.1017/S0021911813002404. ISSN 0021-9118. JSTOR 43553290.
11. ↑  Mallett, Whitney (2014년 3월 14일). “Hollywood North Korea: How to Make Movies the Kim Jong-il Way”. 《hazlitt.net》 (영어). 2025년 6월 10일에 확인함.
12. ↑  Fischer, Paul (2015). 《A Kim Jong-Il production: the extraordinary true story of a kidnapped filmmaker, his star actress, and a young dictator's rise to power》 1판. New York: Flatiron Books. ISBN 978-1-250-05426-5.
13. ↑  Park, Kyung-il (2006년 4월 12일). “故 신상옥 감독, 납북 → 탈북 → 망명… 영화같은 삶” [The late director Shin Sang-ok, kidnapped → defected → asylum... A life like a movie]. 《Munhwa Ilbo》. 2024년 12월 27일에 원본 문서에서 보존된 문서. 2025년 2월 24일에 확인함.
14. 1 2  Spiegel, Taru (2020년 4월 6일). “Science Fiction Literature from North Korea | 4 Corners of the World”. 《The Library of Congress》. 2025년 6월 7일에 확인함.
15. 1 2 3  Fiscutean, Andrada (2023년 8월 25일). “The strange, secretive world of North Korean science fiction”. 《Ars Technica》.
16. ↑  이숙 (February 2012). “A Study on Mun Yun Seong's 『Complete Society』 (1967) - Focused on features as a SF and reflection of ruling ideology (문윤성의 『완전사회』(1967) 연구 －과학소설로서의 면모와 지배이데올로기 투영 양상을 중심으로)”. 《Korean Language and Literature (국어문학)》 (영어) 52 (52): 225–253. doi:10.23016/kllj.2012.52.52.225. ISSN 1229-3946. 2025년 3월 26일에 원본 문서에서 보존된 문서. 2025년 6월 8일에 확인함.
17. ↑  Hardy, Phil; Gifford, Denis; Masters, Anthony; Taylor, Paul; Willemen, Paul (1986). 《The Encyclopedia of Science Fiction Movies》 (영어). Woodbury Press. 269쪽. ISBN 978-0-8300-0436-2.
18. ↑  Chungbeom Ham (November 2019). “1960s Korean SF Monster Movies and the Aspects of Film Exchange and Relationship in Northeast Asia”. 《Contemporary Film Studies》 (영어) 15 (4): 45–67. doi:10.15751/cofis.2019.15.4.45. ISSN 1975-5082.
19. 1 2  Yoon, Y. K. (2018년 9월 25일). “Founding of the Korean SF fandom-Korea SF Association”. 《Amazing Stories》 (미국 영어). 2025년 6월 8일에 확인함.
20. ↑  Lee, Young-kyung (2019년 12월 17일). ['Today's Korean SF' leaps forward with "This is everything about Korean SF" at the center] |번역제목=은 |제목=을 필요로 함 (도움말). 《Kyunghyang Shinmun》. 2025년 6월 8일에 확인함.
21. ↑  Freeman-Mills, Max (2024년 11월 28일). “The biggest sci-fi show in the world gets another enticing Netflix trailer”. 《T3》 (영어). 2025년 6월 11일에 확인함.
22. ↑  “"Squid Game" faces controversy over English subtitle translations”. 《Salon》 (영어). 2021년 10월 5일. 2021년 10월 9일에 원본 문서에서 보존된 문서. 2021년 10월 9일에 확인함. "Squid Game" has drawn both critical acclaim and a massive global audience.
23. ↑  “142m households watched Squid Game, Netflix says as it adds 4.4m subscribers”. 《the Guardian》 (영어). 2021년 10월 19일. 2021년 11월 7일에 원본 문서에서 보존된 문서. 2021년 11월 7일에 확인함.
24. ↑  Jefferies, Stuart (2021년 10월 26일). “Squid Game's creator: 'I'm not that rich. It's not like Netflix paid me a bonus'”. 《The Guardian》. 2021년 10월 26일에 원본 문서에서 보존된 문서. 2021년 10월 26일에 확인함.
25. ↑  Lowe, Airielle (2021년 10월 23일). “Opinion: Why Americans are so obsessed with ‘Squid Game’”. 《CNN》 (영어). 2025년 6월 11일에 확인함.
26. ↑  Chattopadhyay, Sayan (2023년 8월 5일). “The Rise of Korean Sci-Fi: A Critique of the Development of Films and Web Series in South Korea and America”. 《International Journal of English and Comparative Literary Studies》 (영어) 4 (2): 32–50. doi:10.47631/ijecls.v4i2.619. ISSN 2709-7390.
27. ↑  Huayu, Zhang (2024년 10월 15일). “Diverse Themes, Genre Fusion, and Audiovisual Spectacle: A Study of South Korean Science Fiction Films”. 《Frontiers in Art Research》 (영어) 6 (10). doi:10.25236/FAR.2024.061010.
28. ↑  “SFE: Taekoesu Yonggary”. 《sf-encyclopedia.com》. 2025년 6월 8일에 확인함.
29. ↑  Baker-Whitelaw, Gavia (2021년 2월 14일). “Netflix's 'Space Sweepers' is the first good blockbuster of 2021”. 《The Daily Dot》 (미국 영어). 2021년 2월 15일에 원본 문서에서 보존된 문서. 2025년 6월 7일에 확인함.
30. ↑  Jin, Dal Yong (2024년 3월 1일). “AI in cultural production in the Korean cultural industries”. 《Telematics and Informatics Reports》 13: 100113. doi:10.1016/j.teler.2023.100113. ISSN 2772-5030.
31. ↑  “Science fiction film 'Jung-E' garners explosive popularity on Netflix”. 《Aju Korea Daily English》 (미국 영어). 2023년 1월 26일. 2023년 12월 11일에 원본 문서에서 보존된 문서. 2025년 6월 12일에 확인함.
32. ↑  Cho Yong-jun (2023년 1월 25일). “'Jung_E' tops Global Top 10 Most Popular Films chart on Netflix”. Korea JoongAng Daily. 2023년 1월 25일에 원본 문서에서 보존된 문서. 2023년 1월 25일에 확인함.
33. ↑  “On the Origin of Species Listed on National Book Award Longlist for Translated Literature |”. 《Kaya Press》 (영어). 2021년 9월 20일. 2022년 9월 25일에 원본 문서에서 보존된 문서. 2025년 6월 7일에 확인함.
34. ↑  “[Feature] Where is South Korea’s ‘Star Wars’?”. 《The Korea Herald》 (영어). 2019년 10월 21일. 2025년 6월 12일에 확인함.
35. ↑  “Readymade Bodhisattva”. 《library.ltikorea.or.kr》. 2025년 6월 12일에 원본 문서에서 보존된 문서. 2025년 6월 12일에 확인함.
36. ↑  “Gary K. Wolfe Reviews Readymade Bodhisattva, Edited by Sunyoung Park & Sang Joon Park”. 《Locus Online》 (미국 영어). 2019년 3월 18일. 2025년 6월 12일에 원본 문서에서 보존된 문서. 2025년 6월 12일에 확인함.
37. ↑  Jeon, Joseph Jonghyun (2023년 11월 13일). “Is Netflix Riding the Korean Wave or Vice Versa?| Kingdom Cultures: Zombie Growth and Netflix Korea”. 《International Journal of Communication》 (영어) 17: 17. ISSN 1932-8036.

## 추가 읽기
- Fischer, Paul (2015). 《A Kim Jong-Il production: the extraordinary true story of a kidnapped filmmaker, his star actress, and a young dictator's rise to power》 1판. New York: Flatiron Books. ISBN 978-1-250-05426-5.